# Hospital Jacques Cœur de Bourges
El Hospital Jacques Cœur de Bourges es un centro hospitalario ubicado en el departamento de Cher, en la región Centre-Val de Loire.

## Historia

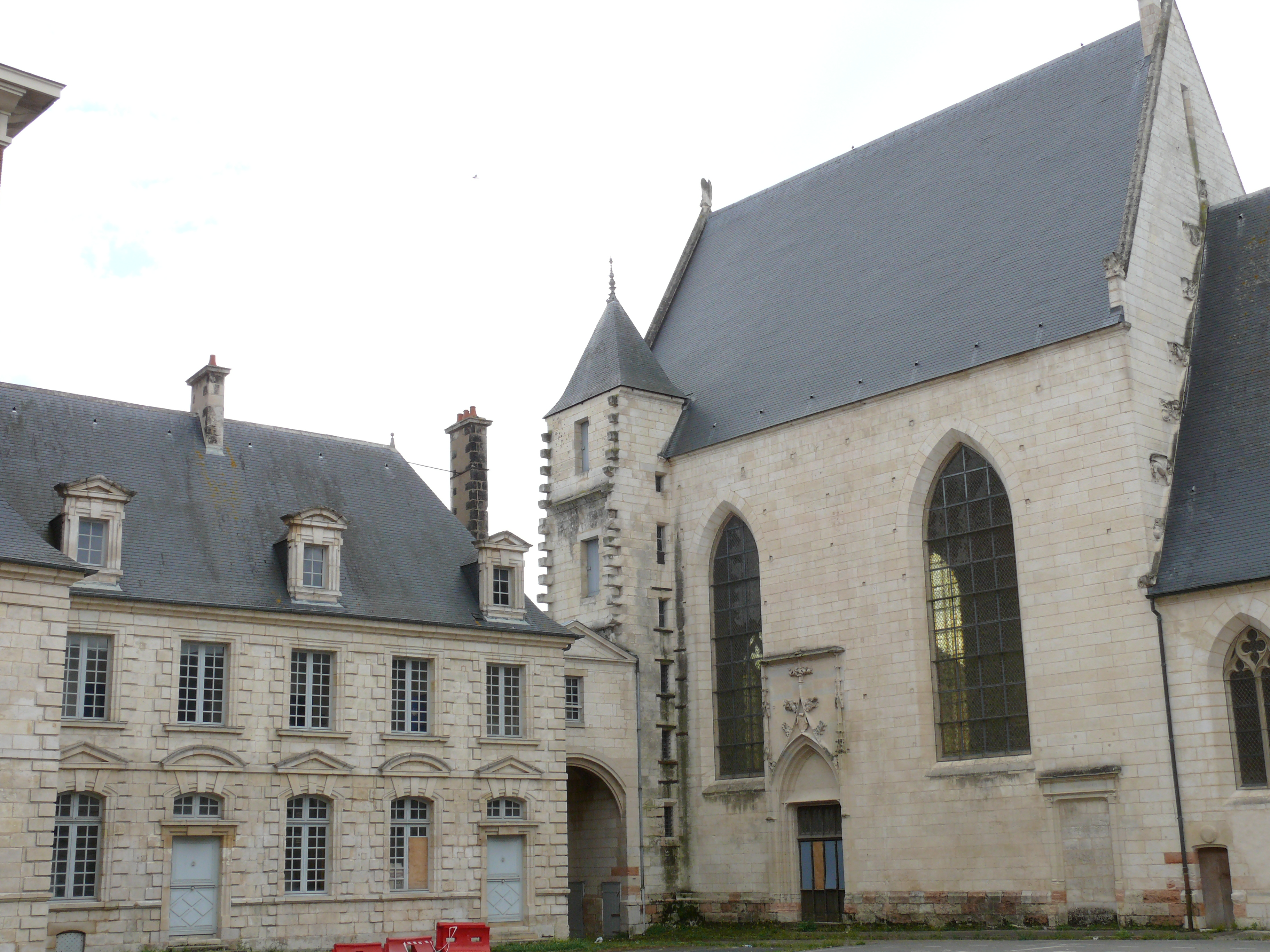
El Hôtel-Dieu de Bourges en 2011.

En Bourges, la presencia de un hospital se remonta al Hôtel-Dieu para enfermos, la llamada Casa de Dios, que se remonta al año 591, y estaba ubicado entonces en las proximidades de la catedral. La construcción del nuevo Hôtel-Dieu de la calle Gambon se remonta a principios del siglo XVI, tras el gran incendio que destruyó, en 1487, una gran parte de la ciudad. 
El nuevo edificio del hospital Jacques Cœur se inauguró en noviembre de 1994 y fue renombrado en 1996 con la denominación actual. Antiguamente era conocido como hospital Taillegrain.

## Establecimientos
El centro hospitalario Jacques Cœur se reparte sobre dos sedes :
- El centro hospitalario Jacques Cœur, ubicado en la avenida François Mitterrand;
- El hospital Taillegrain, antiguo hospital general, especializado en las personas mayores.

## Equipamiento técnico
El centro hospitalario Jacques Cœur dispone de un equipamiento técnico compuesto de:
- 2 aparatos de imagen por resonancia magnética (IRM), de los que 1 en coutilización
- 2 aparatos de tomografía axial computarizada (escáneres)
- 2 salas de coronariografía y de angioplastia coronaire
- 22 plazas de diálisis

Las unidades del establecimiento se reparten:
- 1 unidad de operaciones central de 9 salas
- 1 unidad de oftalmología de 1 sala
- 1 unidad de obstetricia compuesta de 4 salas laborales y de 1 sala de cesárea

## Organización
El centro hospitalario Jacques Cœur está dirigido por Agnès Cornillault desde 2013.